# Humanae vitae
Humanae vitae – encyklika papieża Pawła VI o zasadach moralnych w dziedzinie przekazywania życia ludzkiego, wydana 25 lipca 1968.

## Treść
Podzielona została na trzy części:
- nowe aspekty problemu i kompetencje Magisterium (nr 2-6),
- zasady doktrynalne (nr 7-18),
- wskazania pastoralne (nr 19-30).

Dokument stwierdza zdecydowanie, że "każdy akt małżeński musi być otwarty na przekazywanie życia" (nr 11), choć dopuszcza naturalną regulację poczęć (nr 16), podczas gdy zabronione zostało jakiekolwiek działanie o charakterze antykoncepcyjnym i wczesnoporonnym (tak więc każda ze sztucznych metod zapobiegania ciąży – nr 14).
W drugiej części dokumentu papież powtórzył naukę Soboru Watykańskiego II na temat miłości małżonków i odpowiedzialnej prokreacji, nierozerwalności małżeństwa oraz jednoczącej i prokreacyjnej rangi aktu małżeńskiego.

## Geneza
Bardzo ważną rolę w powstaniu encykliki odegrał ówczesny arcybiskup metropolita krakowski Karol Wojtyła, który tę tematykę poruszył wcześniej w swojej książce pt. Miłość i odpowiedzialność. Wojtyła na prośbę Pawła VI utworzył w Krakowie specjalną komisję, która miała przygotować materiały do encykliki. Członek tej komisji ksiądz Andrzej Bardecki wspominał później: Wspólnie w szeregu spotkań, przygotowaliśmy materiały, które kardynał Wojtyła przekazał Pawłowi VI. Kiedy porównywałem potem encyklikę "Humanae vitae" z naszymi materiałami, stwierdziłem, że co najmniej 60 procent materiałów krakowskich weszło do encykliki.

## Recepcja
Encyklika wywołała falę głosów krytycznych, które do dziś nie milkną. Skłoniło to wiele episkopatów do szerszego i głębszego upowszechnienia idei Humanae vitae wśród wiernych.
Jednym z teologów moralnych sprzeciwiających się ideom zawartym w encyklice jest Charles Curran.
W 50. rocznicę wydania encykliki Humanae vitae papież Franciszek potwierdził aktualność zawartego  w niej nauczania. Papież przytoczył zwłaszcza punkty 10-14 encykliki, a więc te, które ukazują normy etyczne stosunku seksualnego małżonków  (por. Amoris Laetitia 82 oraz 222).